# Radnor, Cheshire
Radnor var en civil parish från 1866 till 1895 då den blev en del av Somerford, i grevskapet Cheshire, i England. Civil parish var belägen 12 km från Macclesfield och hade 30 invånare år 1891.